# Тнахивнитваям
Тнахивнитваям — річка на північному сході півостріва Камчатка.
Довжина річки — 28 км. Протікає по території Олюторського району Камчатського краю. Впадає в затоку Корфа.

## Дані водного реєстру
За даними державного водного реєстру Росії відноситься до Анадиро-Колимського басейнового округу.
За даними геоінформаційної системи водогосподарського районування території РФ, підготовленої Федеральним агентством водних ресурсів:
- Код водного об'єкта в державному водному реєстрі — 19060000212120000006295
- Код за гідрологічною вивченості (ГВ) — 120000629
- Код басейну — 19.07.00.002
- Номер тома з ГВ — 20
- Випуск за ГВ — 0